# Ödlehök
Ödlehök (Kaupifalco monogrammicus) är en fågel i familjen hökar inom ordningen hökfåglar. Den förekommer på savann i Afrika söder om Sahara. Beståndet anses vara livskraftigt.

## Utseende och läte
Ödlehöken är en liten och knubbig, gråaktig hök med tydligt ljus strupe som delas i tu av ett vertikalt svart streck. På den svarta stjärten syns en eller sällsynt två breda vita tvärband. Den är mer kortbent och kraftigare byggd än de flesta Accipiter-hökar. Mest lik är gabarhöken, som även den har ett brett vitt band på övergumpen, men ödlehöken skiljer sig genom strupteckningen, ljusa stjärtband och ljus stjärtspets. Lätet är ett gällt "peeee-eeeuuu" eller upprepat "whuuua-whuuua-whuuaa".

## Utbredning och systematik
Arten placeras som ensam art i släktet Kaupifalco. Den delas upp i två underarter:
- Kaupifalco monogrammicus monogrammicus – förekommer från Senegal och Gambia till Etiopien, Uganda och Kenya.
- Kaupifalco monogrammicus meridionalis – förekommer från södra Kenya till Angola, norra Namibia och norra Sydafrika.

Vissa behandlar den som monotypisk.

## Levnadssätt
Ödlehöken hittas enstaka eller i par i öppen savann. Där ses den ofta sitta i det öppna, spanande efter just ödlor, men även bland annat insekter och ormar.

## Status och hot
Arten har ett stort utbredningsområde och en stor population med stabil utveckling. Utifrån dessa kriterier kategoriserar IUCN arten som livskraftig (LC).

## Namn
Arten kallades tidigare ödlevråk på svenska men har bytt namn eftersom den är närmare släkt med hökar i Accipiter än med vråkar.

## Bilder

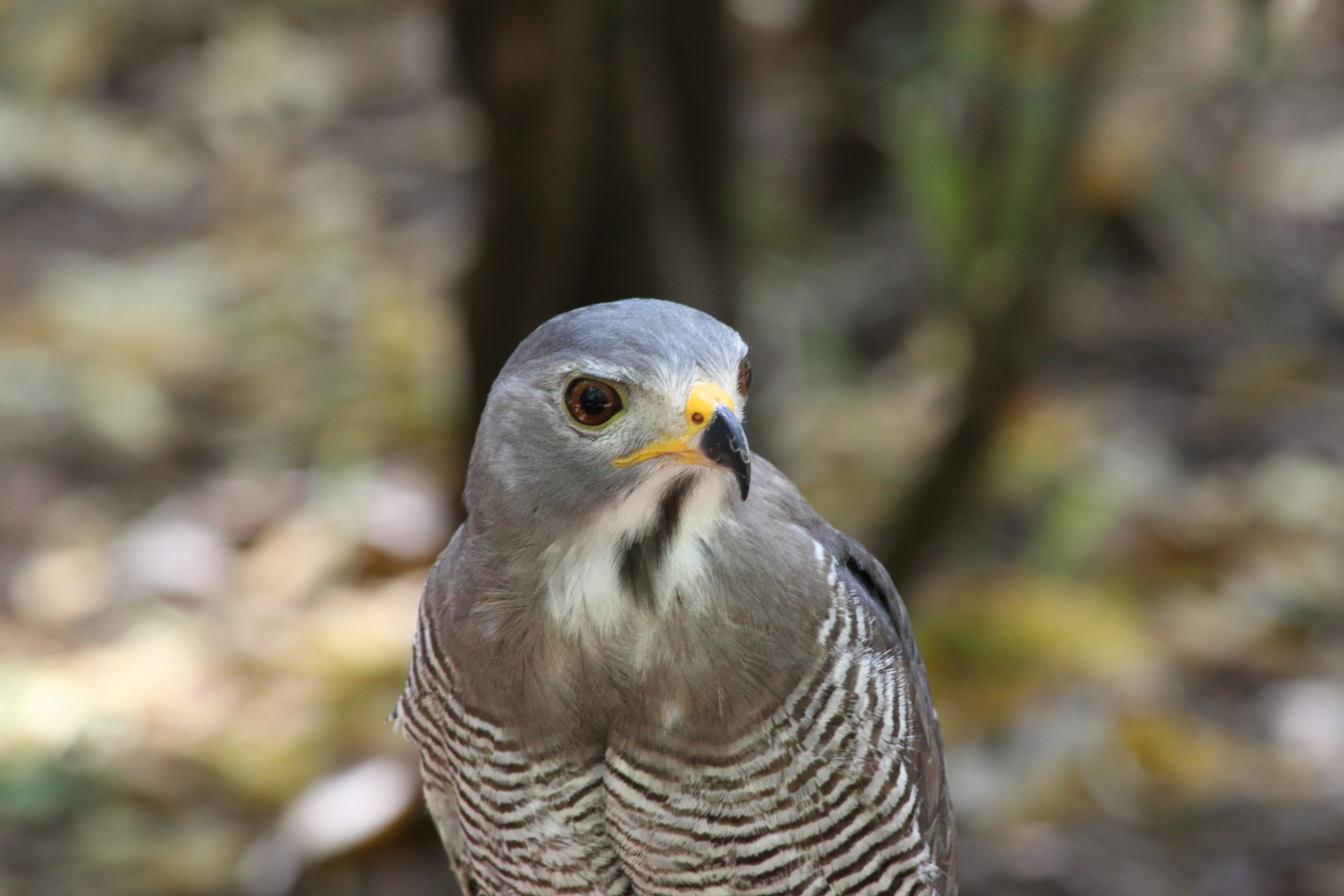
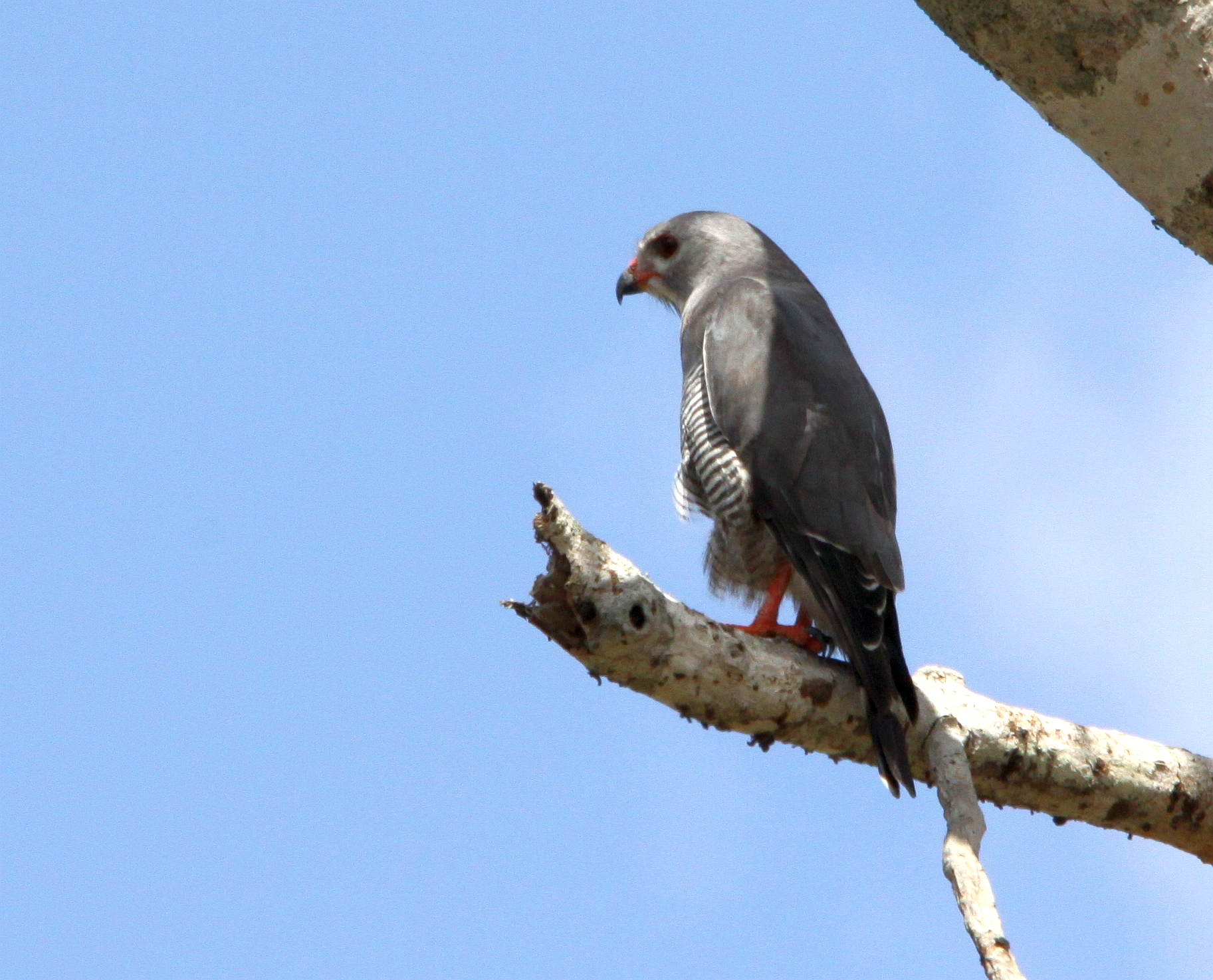
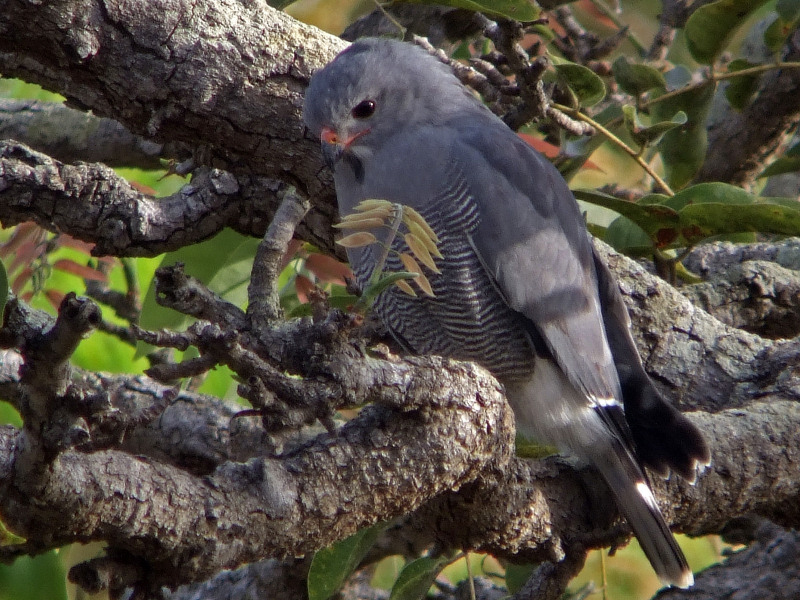